# Čierna hora (Wielka Fatra)
Čierna hora (1335 m) – szczyt w Wielkiej Fatrze w Centralnych Karpatach Zachodnich na Słowacji. Wznosi się w północno-zachodnim grzbiecie zachodniego szczytu Zwolenia (Zvolen, 1403 m). Grzbiet ten oddziela od siebie dwie doliny: Veľký Hričkov i Veľká Sutecká. Obydwie są bocznymi odgałęzieniami Doliny Rewuckiej (Revúcka dolina). 
Między dwa zachodnie grzbiety Čiernej hory wcina się dolinka Malá Sutecká, będąca odnoga doliny Veľká Sutecká.
Čierna hora jest porośnięta lasem. Są w nim pojedyncze skały i urwiska skalne. Nie prowadzi przez nią żaden szlak turystyczny, ale z grzbietowych partii Zwolenia jest wydeptana ścieżka prowadząca na jej szczyt.